# Yoo Gun-woo
Yoo Gun-woo (Hangul= 유건우), es un actor surcoreano.

## Biografía
Estudió teatro y cine en la Universidad Kookmin (Kookmin University).

## Carrera
Es miembro de la agencia Jikim Entertainment (지킴엔터테인먼트). Previamente formó parte de la agencia Imagine Asia (이매진아시아).
Ha aparecido en comerciales para ABC Mart, KDB Daewoo Securities, Samsung Air Purifier, entre otros...
En julio de 2021 apareció por primera vez en el séptimo episodio de la serie The Witch's Diner donde dio vida al exnovio de Jo Hee-ra (Song Ji-hyo) y padre biológico de Jung-jin (Nam Ji-hyun).
En diciembre del mismo año se anunció que se había unido al elenco recurrente de la serie Shooting Stars donde interpretará a Park Han-seok.

## Filmografía

### Series de televisión
| Año             | Título             | Personaje                  | Notas                              |
| --------------- | ------------------ | -------------------------- | ---------------------------------- |
| 2022 - presente | Shooting Stars     | Park Han-seok              |                                    |
| 2021            | The Witch's Diner  | exnovio de Jo Hee-ra       | 2 episodios - (aparición invitada) |
| 2020            | Twenty-Twenty      | Padre de Hyun-jin          |                                    |
| 2020            | Memorist           | Woo Suk-do                 | 3 episodios - (aparición invitada) |
| 2019            | Dating Class       | Jo Seok-hyun               |                                    |
| 2018            | Dear My Room       | Sung Jin-woo               |                                    |
| 2018            | 100 Days My Prince | Hombre de Moo Yeon         | ep. #14 - (aparición invitada)     |
| 2018            | Mistress           | Director                   | ep. #4 - (aparición invitada)      |
| 2017            | Introverted Boss   | Secretario de Eun Bok-dong | ep. #15 - (aparición invitada)     |
| 2012            | The Great Seer     | -                          |                                    |

### Películas
| Año  | Título              | Personaje   | Notas |
| ---- | ------------------- | ----------- | ----- |
| 2022 | Way                 | Na Yeong-ha |       |
| 2007 | The Wind is Blowing | -           |       |

### Teatro
| Año  | Título                        | Personaje | Notas |
| ---- | ----------------------------- | --------- | ----- |
| 2016 | Shakespeare's Four Men        | -         |       |
| 2016 | South Korean Ski Troops       | -         |       |
| 2015 | Liar                          | -         |       |
| 2013 | Mae Baek, Mokpo               | -         |       |
| 2012 | The Work Of The Workshop 1, 2 | -         |       |
| 2012 | Dinner With Jesus             | -         |       |
| 2012 | Home                          | -         |       |
| 2010 | May I Marry In May            | -         |       |
| 2010 | Ittsu                         | -         |       |
| 2007 | Song Of The Sword             | -         |       |

### Comerciales
| Año         | Título                         | Notas |
| ----------- | ------------------------------ | ----- |
| 2017 - 2018 | Josshi Golf Wear               |       |
| 2017        | Samsung Family Hub             |       |
| 2017        | Hyundai Motor                  |       |
| 2017        | Hyundai Marine & Fire          |       |
| 2016        | ABC Mart                       |       |
| 2016        | Home Plus                      |       |
| 2016        | Samsung Air Cleaner            |       |
| 2016        | Bullseye Mirror                |       |
| 2015        | Chevrolet                      |       |
| 2015        | DB Daewoo Securities           |       |
| 2015        | LG U +                         |       |
| 2014        | Samsung Anycall Direct         |       |
| 2014        | Samsung Life Insurance         |       |
| 2013        | Korean Air                     |       |
| 2011        | Ministry of Health and Welfare |       |
| 2011        | Nespresso                      |       |
| 2011        | Shinhan Card                   |       |
| 2010        | Hill State                     |       |
| 2010        | Bacchus                        |       |